# Bilua
Le bilua est une langue parlée par 8 740 locuteurs dans l’île Vella Lavella, dans la Province occidentale des Salomon. Contrairement à la plupart des langues du pays, qui sont austronésiennes, le bilua est une langue papoue appartenant à la petite famille des langues du centre des Salomon, qui comporte trois autres langues : le touo, le lavukaleve et le savosavo.

## Prononciation et écriture
Le bilua s’écrit avec une variante de l’alphabet latin selon une convention adoptée par les premiers missionnaires. Les graphèmes sont présentés ci-dessous à côté de la prononciation correspondante. La principale particularité est l’usage de q pour noter /ɡ/, et g n’apparaît jamais seul (seulement dans le digramme ng). /ɲ/ peut être écrit ni ou ṉ.

### Consonnes
Le bilua a seize consonnes.
|            |          | Bilabiales | Alvéolaires | Palatale  | Vélaire |
| ---------- | -------- | ---------- | ----------- | --------- | ------- |
| Occlusives | Sourdes  | /p/ p      | /t/ t       |           | /k/ k   |
| Occlusives | Sonores  | /b/ b      | /d/ d       |           | /ɡ/ q   |
| Fricatives | Sourde   |            | /s/ s       |           |         |
| Fricatives | Sonores  | /β/ v      | /z/ z       |           |         |
| Affriquée  | Voisée   |            | /d͡ʒ/ j      |           |         |
| Nasales    | Nasales  | /m/ m      | /n/ n       | /ɲ/ ni, ṉ | /ŋ/ ng  |
| Latérale   | Latérale |            | /l/ l       |           |         |
| Roulée     | Roulée   |            | /r/ r       |           |         |

Les occlusives voisées et l’affriquée (/b/, /d/, /ɡ/ et /d͡ʒ/) sont prénasalisées entre deux voyelles (c’est-à-dire partout sauf en début de mot) : maba (« personne ») est prononcé [maᵐba]. Le bilua a parfois été appelé mbilua, ce qui est incorrect, parce que la prénasalisation n’a jamais lieu en début de mot.
/β/ a deux allophones, [β] et [w], en variante libre. En plus de [ⁿd͡ʒ], /d͡ʒ/ a un allophone [t͡ʃ], également en variante libre (mais dans ce cas il n’est pas prénasalisé).

### Voyelles
Le bilua a cinq voyelles.
|          | Antérieures | Centrale | Postérieures |
| -------- | ----------- | -------- | ------------ |
| Fermées  | /i/ i       |          | /u/ u        |
| Moyennes | /e/ e       |          | /o/ o        |
| Ouverte  |             | /a/ a    |              |

Deux voyelles qui se suivent dans un même mot forment une diphtongue ; toutes les combinaisons de voyelles sont possibles. Les seuls cas où deux voyelles qui se suivent ne forment pas de diphtongue sont à la limite d’un morphème : dans upaupato (« crier plusieurs fois ») pa et u sont deux syllabes distinctes, parce qu’il s’agit d’une forme rédupliquée de upato (« crier »).
Toutes les voyelles sauf /a/ sont relâchées (prononcées respectivement [ɛ], [ɪ], [ɔ], [ʊ]) quand elles sont le deuxième élément d’une diphtongue : /ie/, /ai/, /uo/ sont réalisés respectivement [iɛ], [aɪ], [uɔ].

### Phonologie
Les syllabes ont une structure très simple en bilua : elles se composent d’une consonne et d’une voyelle (ou diphtongue), et seule la première syllabe d’un mot phonologique peut ne pas avoir de consonne. Les mots sont donc des alternances de consonnes et de voyelles (une diphtongue comptant comme une voyelle) : ipu (« nuit »), lezu (« tête »), vidulu (« clé »), inainaeko (« préparer »).
L’accent tonique tombe sur la première syllabe des mots, mais un mot peut être accentué sur la deuxième syllabe s’il commence par un proclitique : par exemple, aṉaṉa (« ma mère ») est accentué sur la deuxième syllabe parce que a- est un clitique qui indique la première personne.

## Grammaire

### Numéraux
Le bilua utilise un système de numération décimal.
| 1 | omadeu   | 7     | sikeura |
| 2 | omuqa    | 8     | sitolu  |
| 3 | zouke    | 9     | siakava |
| 4 | ariku    | 10    | toni    |
| 5 | sike     | 100   | paizana |
| 6 | varimuja | 1 000 | vuro    |

Les nombres composés se forment par simple juxtaposition : 1 437 se dit omadeu vuro ariku paizana zouke toni sikeura, soit « un mille quatre cent trois dix sept ». La seule exception est vingt, qui se dit karabete.